# Henri Varin de la Brunelière
Henri Varin de la Brunelière, né le 24 décembre 1900 à Notre-Dame-de-Cenilly dans la Manche et mort le 24 juillet 1983 à Rivière-Pilote, est un ecclésiastique catholique, prêtre de la congrégation du Saint-Esprit et évêque puis archevêque de Fort-de-France et Saint-Pierre de 1941 à 1972.

## Biographie
Henri Varin de la Brunelière est né dans une famille de la petite noblesse normande, après des études à Rennes puis à Paris, il entre en 1920 dans le noviciat des Missionnaires du Saint-Esprit. En 1926, il est envoyé comme prêtre en Martinique où il est nommé vicaire de la cathédrale Saint-Louis de Fort-de-France, puis curé de Basse-Pointe à partir de 1931. Le 24 octobre 1941, il est nommé évêque de Fort-de-France et Saint-Pierre. Du fait des difficultés de communication avec la France, il est consacré par Pierre-Marie Gourtay, vicaire apostolique de Cayenne le 21 janvier suivant.
En 1967, le diocèse de Fort de France est élevé par Paul VI en archidiocèse métropolitain avec les diocèses de Cayenne et de Basse-Terre et Pointe-à-Pitre comme suffragants et Varin de la Brunelière en devient le premier archevêque. En 1972, il se retire et prend en charge la paroisse de La Régale. Il meurt en 1983.